# Maurice Thorez
Pour les articles homonymes, voir Thorez.
Maurice Thorez, né le 28 avril 1900 à Noyelles-Godault (Pas-de-Calais) et mort le 11 juillet 1964 en mer Noire, est un homme politique français.
Ouvrier de profession, il est membre du Parti communiste français, dont il est secrétaire général de 1930 à 1964, étant l’élément-clé de la « stalinisation » du mouvement.
Gracié par le général de Gaulle après sa désertion en URSS au début de la Seconde Guerre mondiale, il est ministre de la Fonction publique de 1945 à 1947 et vice-président du Conseil entre 1946 et 1947. Il bénéficie alors à nouveau d’un culte de la personnalité au sein de son parti.

## Biographie

### Origines et jeunesse (1900-1920)
Petit-fils de Clément Baudry, mineur socialiste (guesdiste) de Noyelles-Godault, délégué ouvrier à la caisse de secours, qui reste jusqu'à sa mort, le 30 avril 1931, l'animateur de la section CGT des vieux pensionnés de Noyelles-Godault, Maurice Thorez n’a jamais connu son père biologique, le fils de l'épicier du pays qui se tranche la gorge en 1912. Reconnu à deux ans et demi par Louis Thorez, un mineur qui l'élève comme son propre fils, il ne connaît que tardivement le secret de sa naissance. Clémence, la fille de Clément Baudry, et Louis Thorez ont quatre autres enfants, deux fils et deux filles qu'ils élèvent dans une maison du coron appartenant à la Compagnie des mines de Dourges. Louis Thorez est touché par une maladie professionnelle.
Bien que la famille de Maurice ne soit pas pratiquante, Maurice fait sa communion et sert comme enfant de chœur. Il est par ailleurs excellent élève à l'école publique et passe son certificat d'études en 1912. Selon Philippe Robrieux, son instituteur serait intervenu auprès de la mine pour que Maurice Thorez soit embauché comme aide-commissionnaire, début d'une carrière administrative, mais dans sa fiche autobiographique, Maurice Thorez déclare : « Je fus embauché comme trieur de pierres à la fosse n° 4 », affirmation que l'on retrouve dans sa fiche autobiographique communiquée à la direction de l'Internationale communiste. Selon Claude Pennetier, il ne fait pas de doute qu'en 1919-1921, il travaille pendant 306 jours comme mineur de fond à la fosse 4.
Le 30 septembre 1914, Maurice doit fuir devant l'avancée allemande avec son grand-père. Après un mois d'errance, ils sont finalement évacués vers la Creuse et envoyés à Clugnat. Ils y reçurent bon accueil. Maurice peut suivre des cours du soir mais décline la proposition de préparer l'École normale. Il préfère être embauché comme valet de ferme chez un cultivateur socialiste, le « père Ménager », mais s'adonne aussi à la lecture : Victor Hugo, Jules Verne, Eugène Le Roy, Jules Vallès et Alexandre Dumas. En mars 1917, Maurice et son grand-père quittent la Creuse pour Amiens. Ils travaillent dans une scierie et deviennent bateliers sur la Somme.
Après la guerre, Maurice retrouve ses parents et rentre à Noyelles-Godault où il travaille d'abord à la reconstruction du chemin de fer, puis, 16 avril 1919, comme mineur de fond. Le 15 mars 1920, il commence son service militaire.

### Débuts au Parti communiste (1920-1924)
En mars 1919, Maurice Thorez avait adhéré à la CGT et à la SFIO. Deux mois plus tard, enthousiasmé par la révolution russe, il rejoint le Comité pour l'adhésion à la IIIe Internationale, s'éloignant ainsi de son grand-père, resté dans le camp de Blum. Il fait son service militaire au 3e régiment du génie, à Arras, lorsque la motion dite Cachin-Frossard triomphe au Congrès de Tours (du 25 au 30 décembre 1920). Les deux tiers du parti socialiste SFIO rejoignent le nouveau parti : la SFIC (section française de l'Internationale communiste) qui devient par la suite le Parti communiste (PC). Ce n'est qu'en 1943 que le nom de PCF (Parti communiste français) est définitivement adopté.
Comme les ouvriers révolutionnaires de l'époque, Maurice Thorez reste simple soldat. Il est d'abord magasinier puis secrétaire du commandant ce qui lui permet de consacrer une partie de son temps à la lecture et aux discussions politiques avec ses camarades. Lors d'une permission, portant la contradiction au député socialiste de la circonscription, il prend conscience de ses talents d'orateur.
À son retour du service, au printemps 1922, la mine refuse de le réembaucher. Il exerce alors une série de petits métiers tout en restant un ardent militant aux Jeunesses communistes et au syndicat unitaire des mineurs. Il se marie avec Aurore Membœuf, la nièce du secrétaire de la fédération communiste du Pas-de-Calais.
En octobre 1922, Maurice Thorez assiste au Congrès de Paris. Il s'était engagé auparavant pour la ligne du « Front unique », soutenue par l'Internationale communiste (IC) et défendue par Frossard et Souvarine. Au cours de la préparation du Congrès, dans une réunion de tendance, Souvarine avait remarqué le jeune militant du Pas-de-Calais, solide, limpide, sachant analyser simplement une situation concrète.

### Ascension (1924-1930)
Maurice Thorez commence alors une ascension spectaculaire au sein du jeune parti communiste : Secrétaire à la propagande de son département en janvier 1923, il devient permanent au printemps de la même année. Il fait partie de ces jeunes ouvriers que le parti voudrait former et promouvoir à des postes de responsabilité. Ainsi le 30 mai 1923, Souvarine écrivant de Moscou au Bureau politique qu'il faudrait envoyer une vingtaine d'élèves en URSS pour suivre des cours de marxisme le prend en exemple : « À mon avis, l'élève type d'une telle école serait par exemple Thorez, du Pas-de-Calais ». Thorez impressionne également les militants du Pas-de-Calais qui le délèguent au congrès national de Lyon, en janvier 1924 où il est élu suppléant du Comité directeur.
Au printemps 1924, au Comité directeur, Souvarine était en opposition avec la nouvelle majorité emmenée par Albert Treint et ardemment soutenue par l'IC dominée par Zinoviev. À la conférence des secrétaires fédéraux, Maurice Thorez, toujours lié à Souvarine, vote contre les thèses de la majorité. Il soutient également le projet de Souvarine d'éditer une traduction de la brochure de Trotski Cours nouveau et entraîne avec lui la commission exécutive du Pas-de-Calais. Il faut que l'IC envoie Gouralski dans le Pas-de-Calais pour faire obtenir de la commission exécutive un vote favorable aux thèses de l'IC. Thorez, isolé, se réfugie dans l'abstention. Dans les mois qui suivent, Souvarine est exclu et Thorez doit se rallier à la politique de la Troïka (Zinoviev, Kamenev, Staline) dont les porte-paroles en France sont alors Albert Treint et Suzanne Girault. En novembre, Thorez devient secrétaire adjoint permanent de la région Nord. Délégué au congrès national de Clichy, il y est élu membre titulaire du Comité central, et le 28 janvier 1925, il entre à la commission d'organisation.
C'est à ce titre qu'il participe à Moscou, en mars 1925 à la conférence d'organisation de l'IC, clôturée par une rencontre collective avec Staline. Le 13 juillet 1925, Suzanne Girault le coopte au bureau politique du parti français.
Thorez est alors chargé de l'action contre la guerre du Maroc. Au sein du bureau politique, Maurice Thorez est amené à s'opposer à Treint à qui il reproche son sectarisme. Il reste partisan, avec Pierre Semard, d'une politique de Front Unique. Alors que l'influence de Zinoviev décline, Thorez et Sémard reçoivent le soutien de Manouïlski contre Treint, Girault et Doriot qui apparaît de plus en plus comme le seul rival de Thorez.
En février 1926, au 6e plénum de l'Internationale, à Moscou, Maurice Thorez se prononce contre la réintégration de Souvarine. Ce n'est pas encore suffisant pour qu'il ait la pleine confiance de Staline qui prononce la disgrâce de Treint et Girault. Au congrès national de Lille, en juin 1926, Thorez est confirmé au bureau politique, parmi 12 autres membres dont le secrétaire en titre, Pierre Sémard. Thorez, qui reste secrétaire à l'organisation est naturellement l'un des hommes forts de cette équipe.
Le 22 avril 1927, Albert Sarraut ministre de l'Intérieur avait annoncé à Constantine : « Le communisme voilà l'ennemi ». Thorez avait déjà été condamné à des amendes à cause de son action contre la guerre du Maroc. Le 30 juillet, des inspecteurs de police essaient de l’interpeller devant le siège du PC, rue Lafayette, mais il réussit à s'enfuir et passe dans la clandestinité.
C'est à ce moment que l'Internationale demande aux différents partis nationaux d'opérer un revirement, d'abandonner le « Front unique » pour une nouvelle politique « classe contre classe ». Thorez essaye de résister jusqu'en septembre, mais finit par obtempérer, et c'est lui qui devient le champion de cette nouvelle ligne, contre l'avis de Pierre Sémard et d'autres dirigeants alors emprisonnés à la Santé.

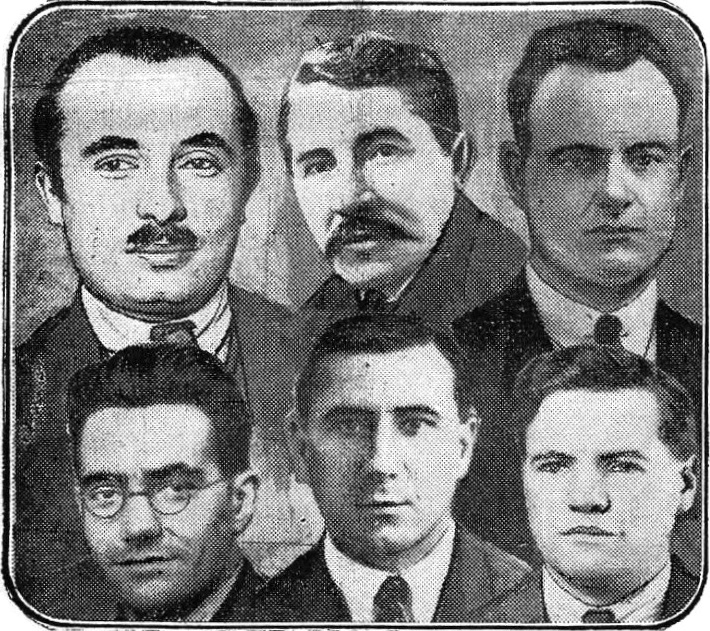
Thorez (en bas à droite) et cinq autres candidats communistes aux élections de 1928. Dans le sens horaire : Alloyer, Doriot, Duclos, Cachin et Barbé.

En 1928, Maurice Thorez, un des principaux dirigeants du Parti communiste, souhaite s'ancrer dans une circonscription et son choix se porte sur Ivry-sur-Seine, une commune de la banlieue rouge, où il se présente comme député, mais sans pouvoir faire campagne, car il est toujours clandestin. Son résultat est honorable, mais il est battu, comme la plupart des candidats communistes qui paient ainsi l'isolement qui résulte de la ligne « classe contre classe ». Activement recherché par la police, il part à Bruxelles, puis participe au VIe congrès de l'Internationale communiste où il continue à défendre une position « gauchisante ». Pierre Semard, le secrétaire général en titre est alors très affaibli par le peu d'enthousiasme dont il fait preuve vis-à-vis de la ligne officielle. Le poste de secrétaire général est supprimé. Thorez apparaît un temps comme le principal dirigeant du parti, mais après le VIe congrès national tenu à Saint-Denis en mars 1929, le pouvoir passe entre les mains d'une équipe ultra-gauchisante composée de deux dirigeants des J.C. (Jeunesses communistes), Barbé, Célor et de Gitton (chargé du contrôle politique de la CGTU) s'appuyant sur les responsables venant de la J.C.
Les affrontements se multiplièrent avec les dirigeants plus expérimentés comme Vassart ou Ferrat. Le conflit fut arbitré à Moscou en juin 1930. En sortit une nouvelle direction composée de Thorez (secrétaire général bien que ce titre ne fut pas employé publiquement), Barbé et Frachon, avec pour objectif de rectifier les excès sectaires.
C'est à ce moment que Thorez effectue un séjour de onze mois en prison. Il est arrêté le 9 juin 1929. En février 1930, Thorez peut être libéré s'il paie une amende. Cela est contraire aux règles en usage dans le parti. Il demande une dérogation au bureau politique qui refuse à l'unanimité. Passant outre, Thorez verse l'amende de 500 francs et retrouve la liberté le 23 avril.
L'équipe dirigeante se rend alors à Moscou où l'Internationale communiste (Komintern), qui n'a pas encore renoncé officiellement à la tactique « classe contre classe » et à la dénonciation du « social-fascisme » demande à Thorez de préparer « un tournant dans l'autre sens »[réf. nécessaire]. C'est au cours de ce voyage que Thorez rencontre, dans l'hôtel Lux, symbole moscovite du Gotha communiste, une jeune ouvrière du textile en stage, Jeannette Vermeersch qui devient sa compagne, puis sa femme.

### Accès au secrétariat général du PC (1930-1935)

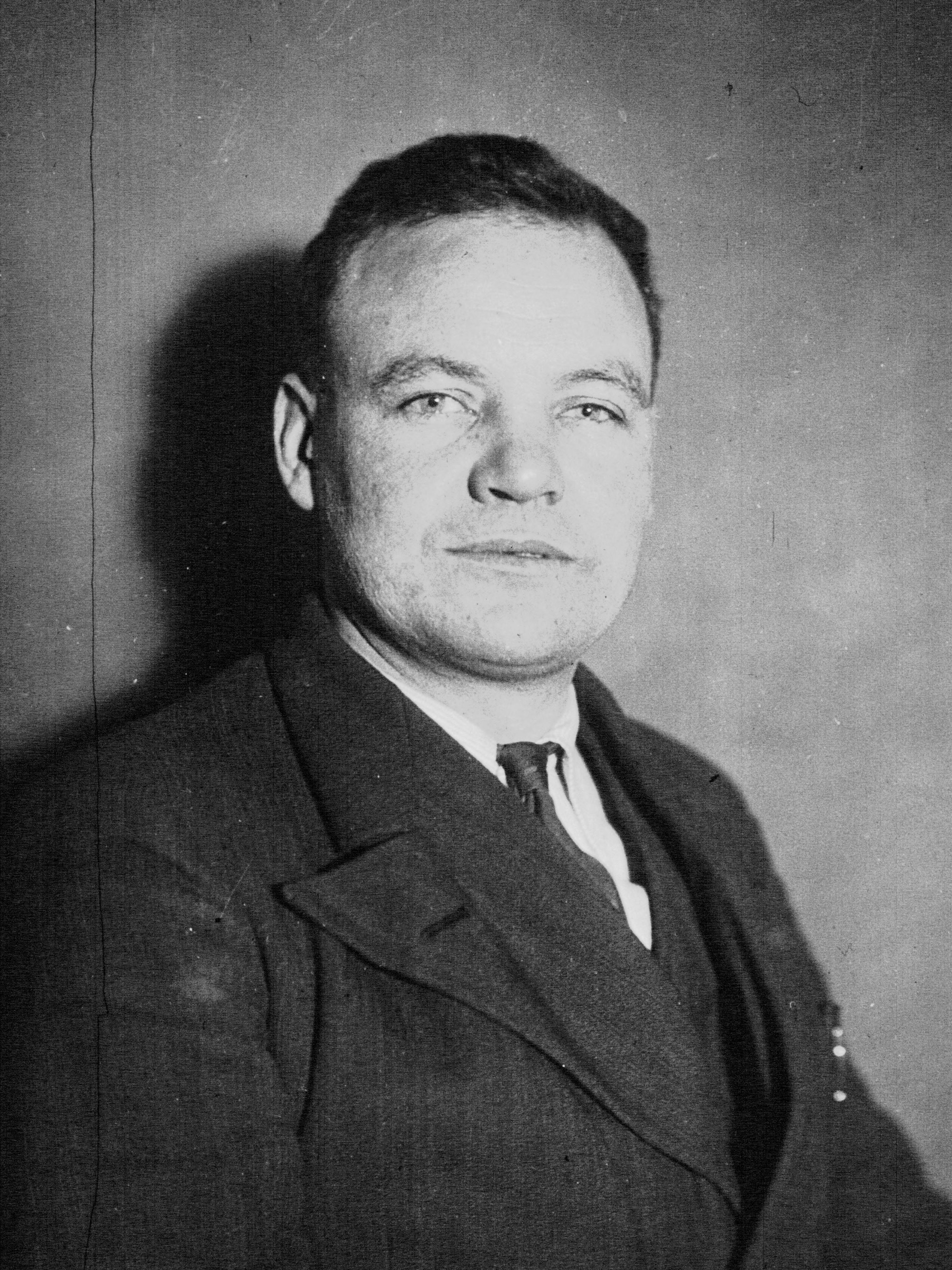
Maurice Thorez, député de la Seine (1932).

À son retour de Moscou, début juillet, Thorez est plus ou moins le nouveau secrétaire général du parti, même si le poste n'a pas encore été officiellement recréé. Il doit pendant quelques mois continuer de faire équipe avec Barbé jusqu'en avril 1931. Il demeure dans la ligne « classe contre classe » déclarant en mai 1931 que « par son colonialisme, son nationalisme, son militarisme, son action anti-ouvrière et sa corruption, la social-démocratie française est plus que le Labour Party ou la social-démocratie allemande à la pointe du social-fascisme ». Le 8 mai, fort du soutien de l'IC, représentée à Paris par le Slovaque Eugen Fried, Thorez annonce au bureau politique qu'il prend la fonction de secrétaire général, assisté de Jacques Duclos et Benoît Frachon. En fait, il est loin d'être assuré du soutien total de l'IC puisqu'en juillet, il envoie une lettre à l'IC où il fait part de son découragement et présente sa démission.
La réponse vient en août sous la forme de la venue à Paris de Manouïlski, le responsable de l'IC qui suit le parti français depuis longtemps. Sur pression de Moscou, il désigne le « groupe des jeunes », Barbé, Celor et Lozeray, comme responsables des mauvais résultats du parti, rejetant sur celui-ci les responsabilités d'une politique qu'il n'a fait qu'exécuter. Avec l'encouragement de Fried et l'accord de Staline, Thorez prend ses distances avec la ligne sectaire à laquelle il a pourtant pleinement participé depuis 1928,. Le 13 octobre, il déclare à un meeting à la salle Bullier : « Nous voulons que chaque membre du Parti puisse librement et sans crainte, exprimer son opinion, critiquer les directions, la discipline nécessaire n'étant que le résultat de la conviction et de la soumission aux décisions régulièrement prises par les organismes qualifiés, après discussion. »
La ligne sectaire dictée par Moscou avait en effet opéré des ravages dans le parti : entre 1927 et 1931, les effectifs avaient chuté de 55 000 à 25 000. Aux élections législatives de 1932, le Parti communiste tombe à son plus bas niveau (6,8 %). La plupart des dirigeants sont battus. Thorez fait exception, l'emportant de justesse dans la circonscription d'Ivry-sur-Seine. Cette victoire lui donne enfin un fief en milieu ouvrier. Cela lui est particulièrement utile pour triompher de son rival Jacques Doriot, qui n'a pas renoncé à lui prendre la première place dans la rivalité et qui est lui aussi élu dans un autre bastion ouvrier, Saint-Denis. En septembre 1932, lors du 12e plenum de l'IC, les deux hommes en viennent aux mains dans un square de Moscou.
Pour autant, Moscou conserve la haute main sur le Parti communiste français. La section des cadres, qui a pour mission de transmettre tous les documents du parti à la police soviétique et d’assurer une totale discipline des militants français, est créée en 1934. Au fil des congrès, la confiance exprimée par Staline en Maurice Thorez — qui accepte notamment de ne pas participer au gouvernement Blum sur son injonction — se renforce.
Le « règne » de Thorez sur le parti dure plus de trente ans. Son ascension jusqu'à la plus haute fonction au sein du parti résulte à la fois de qualités personnelles qui s'imposent à tous et d'une parfaite discipline vis-à-vis de l'Internationale communiste dont il a toujours défendu les positions. Son maintien à la tête du parti pendant plusieurs décennies est aussi celui d'une équipe dirigeante au premier rang de laquelle on retrouve toujours Jacques Duclos et Benoît Frachon. Jusqu'à la Seconde Guerre mondiale, Eugen Fried, qui devient un ami personnel de Thorez est en fait l'éminence grise et a tout pouvoir sur les dirigeants du Parti français. À partir de février 1934, la vie commune avec Jeannette Vermeersch contribue à équilibrer la vie politique et affective de Maurice Thorez qui arrive par ailleurs à préserver ses matinées pour lire, étudier et écrire, souvent dans son bureau de la chambre des députés. Il garde toujours une certaine distance avec les autres membres de la direction.
Les années 1932-1934 sont marquées sur le plan international, par l'arrivée au pouvoir d'Hitler, et en France par de timides tentatives de l'équipe Thorez de sortir le parti de son isolement. En janvier 1933, Thorez et Doriot rencontrent des membres de la SFIO. L'IC condamne ce rapprochement, mais après la prise du pouvoir par Hitler, demande à tous les partis nationaux de renoncer aux attaques contre les organisations socialistes « durant l'action commune contre l'offensive du capital et contre le fascisme ». Thorez envoie un télégramme à l'IC pour lui demander de prendre contact avec l'Internationale ouvrière socialiste. Le parti français est alors violemment désavoué par l'IC. Dans son rapport présenté au comité central les 20, 21 et 22 octobre 1933, Thorez aurait inventé la formule « front populaire », reprise les jours suivants dans L'Humanité[source insuffisante]. En décembre 1933, Thorez et Frachon se rendent à Moscou où André Marty, délégué permanent auprès du Komintern ne cesse de dénoncer les illusions démocratiques de la direction française. Ils doivent faire leur autocritique et accepter que Marty vienne contrôler L'Humanité.
Lorsque survinrent les évènements de février 1934, Thorez était très affaibli à la direction du parti. Doriot se fait le champion d'une politique de « Front unique », au sein du Bureau politique dont les membres sont de plus en plus réceptifs à ce discours. Mais Thorez résiste. Pour des raisons de sécurité, il va se cacher à Barbizon et n'apparaît pas lors de la manifestation unitaire du 12 février. Son nom ne réapparaît dans L'Humanité que le 8 mars. « Le Parti communiste, écrit-il, … ne tolérera jamais une politique d'entente au sommet, une politique de recul et d'abdication devant le social-fascisme. »
Lors du comité central du 14 mars, Thorez est pris à partie par Renaud-Jean et Doriot. Ce dernier démissionne alors de son mandat de maire de Saint-Denis pour se faire réélire triomphalement le 6 mai par les trois quarts de ses électeurs. Devant cet acte d'indiscipline manifeste, ni Thorez, ni l'IC ne provoquent la rupture, et Manouïlski invite à Moscou Thorez et Doriot pour que chacun présente ses positions. Doriot, déjà engagé sur la voie de la rupture, décline l'invitation, et Thorez part seul le 26 avril. Le 16 mai, à une réunion de Présidium de l'IC, Dmitri Manouïlski fixe pour objectif la reconquête de Saint-Denis et l'isolement de Doriot, mais les moyens qu'il indique pour y parvenir, une politique de Front unique dirigée vers les ouvriers socialistes, reviennent en fait à pratiquer la politique de Doriot.
Le 11 juin, les socialistes Blum et Zyromski rencontrent les communistes Frachon, Gitton et Thorez lui-même. Lors de la conférence nationale de juin 1934 à Ivry, Thorez propose l'unité d'action et l'unité syndicale à tout prix. Le tournant de l'antifascisme était pris, et la route pour le Front populaire ouverte. Thorez avait freiné ce tournant vers une politique de Front unique, mais à partir de juin 1934, encouragé par Fried, il s'enhardit et devance de plusieurs mois les mots d'ordre du Komintern, comme lors d'un meeting à Nantes, le 24 octobre, où il s’adresse aux « travailleurs radicaux » et lance la formule du « Front populaire de la liberté, du travail et de la paix ». Le 9 décembre, il défend sa politique devant le présidium de l'IC par un plaidoyer qui impressionne Manouïlski.

### Front populaire et avant-guerre (1935-1939)
En France, après des années de déclin, les organisations communistes recrutent et retrouvent leur dynamisme. Thorez est l'incarnation des nouvelles valeurs du parti : l'antimilitarisme des années 1920 est oublié, et dans une certaine mesure l'anticolonialisme, au profit de valeurs plus traditionnelles et l'adoption de mythes et de symboles nationaux comme le drapeau tricolore ou Jeanne d'Arc. Les camarades du parti sont invités à cesser d'être des révolutionnaires professionnels le dimanche pour s'intéresser à leurs compagnes et à leur famille. Cette politique est sanctionnée en avril et mai 1936 par d'excellents résultats électoraux.

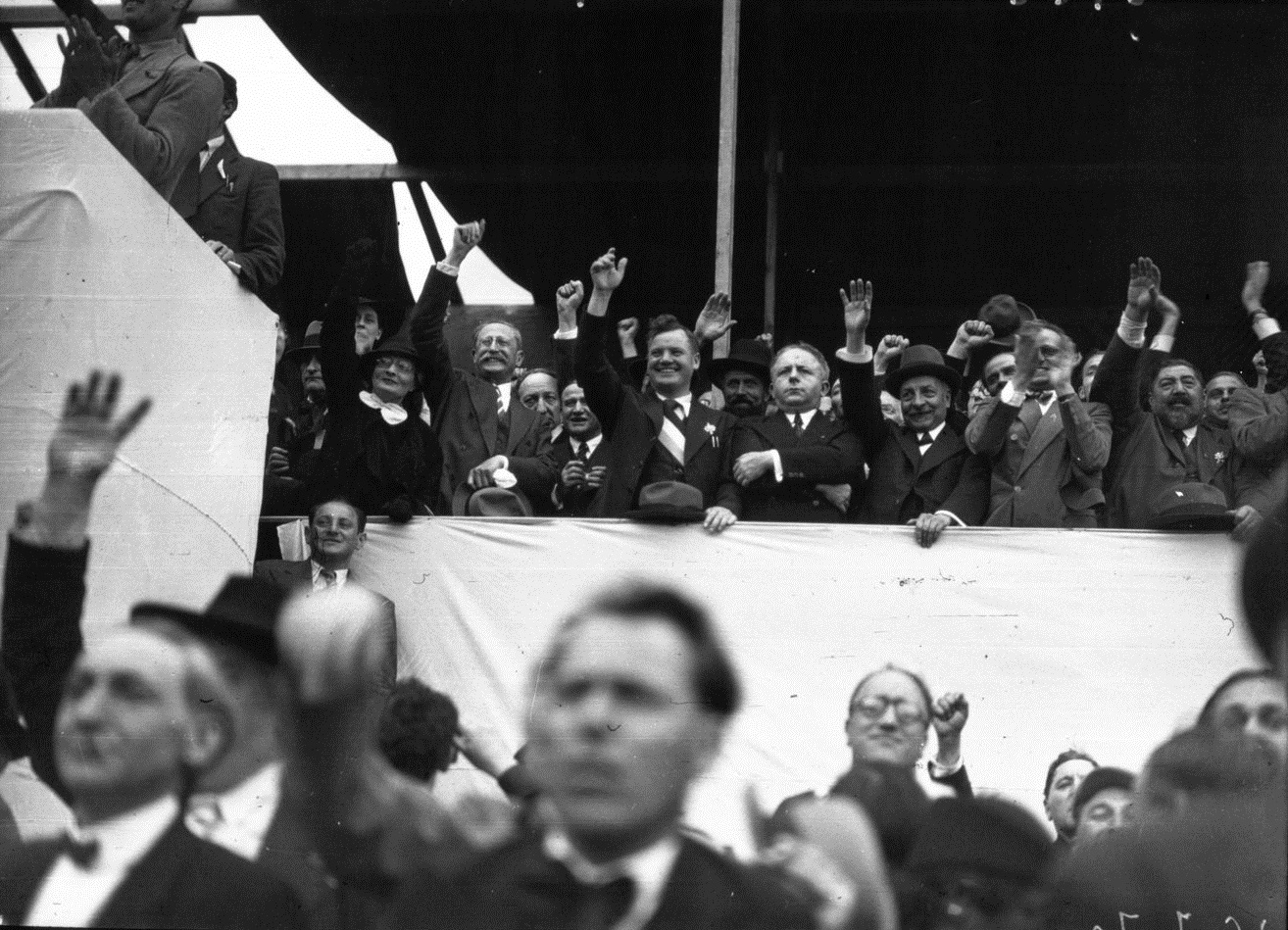
Manifestation du Front populaire, 14 juillet 1936. Dans la tribune, de gauche à droite : Thérèse Blum, Léon Blum, Maurice Thorez, Roger Salengro, Maurice Viollette, Pierre Cot.

Le 17 avril 1936, dans une allocution radiodiffusée, Thorez tend la main aux catholiques et aux Croix-de-feu. Selon Claude Pennetier, son rôle fut important dans les grèves de juin 1936 et son intervention le 11 juin, quatre jours après les Accords Matignon (« Il faut savoir terminer une grève dès que satisfaction a été obtenue »), déterminante dans leur achèvement. Sans participer au gouvernement, il s'entretient avec Léon Blum chaque semaine. En août 1936, il propose d'élargir vers la droite le Front populaire en faisant, sur la base de l'antifascisme, un « Front des Français ». Cela n'empêche pas le parti communiste de dénoncer la non-intervention en Espagne et de s'investir massivement dans le soutien à l'Espagne républicaine.
En septembre 1936, il déclare à la Chambre des députés : « Il faut s’entendre avec quiconque veut la paix, avec quiconque offre une chance, si minime soit-elle, de sauvegarder la paix. Il faut s’entendre avec l’Italie en dépit de la dictature fasciste. Il faut s’entendre même avec l’Allemagne de Hitler ».
C'est à cette époque que Thorez, suivant le modèle de Staline en URSS, instaure, au sein du parti, un certain culte vis-à-vis de sa personne. En effet, Thorez a une grande admiration pour Staline. Pour renforcer son image personnelle, il publie, en 1937, une autobiographie, Fils du peuple, qui devait, selon la suggestion de Paul Vaillant-Couturier, incarner l'histoire du communisme français. Le livre avait été écrit avec l'aide de Jean Fréville, lequel avait inséré dans le récit un passage où les initiales des mots formaient la phrase « Fréville a écrit ce livre ». Ce passage, présent aux pages 36-37 de la première édition, sera supprimé dans les éditions suivantes. La parution du livre est accompagnée d'une vaste campagne publicitaire, estimée à 180 000 francs, soit entre un tiers et la moitié des dépenses publicitaires annuelles des Éditions sociales. Des encarts sont publiés dans la presse non communiste, et un film de promotion, d'une durée de 5 minutes dans lequel Maurice Thorez et Jeannette Vermeersch sont filmés à leur domicile, est réalisé en 1937. Jamais diffusé, le film, intitulé également Fils du peuple, aurait pour réalisateur Jean Renoir, alors proche du Parti communiste, et parrain du premier fils du couple Thorez.
La popularité de Thorez atteint alors son plus haut niveau. Le 24 juin 1937, on entendit des manifestants scander, place de la Nation, « Thorez au pouvoir ».
Après les accords de Munich, l'année 1939 est placée sous le signe de la menace de guerre. En janvier, à la conférence nationale de Gennevilliers, Thorez consacre une grande partie de son rapport à la question paysanne. Il participe également à Ivry à la célébration de la Révolution française à l'occasion de son 150e anniversaire. En février, lors d'une tournée en Algérie, il évoque « le peuple algérien uni autour de la France » en ajoutant que l’Algérie, est une « nation en formation dans le creuset de vingt races ».

### Seconde Guerre mondiale (1939-1944)
L'annonce de la signature du Pacte germano-soviétique, le 23 août 1939, et la déclaration de guerre, le 3 septembre, bouleversent complètement la situation du Parti communiste. Il semble que Thorez, en vacances dans les Alpes, n'ait pas été mis au courant de la signature du pacte. Fried lui-même n'apprend la nouvelle qu'à Bruxelles, centre de regroupement de l'IC en cas de crise. Quoi qu'il en soit, le secrétaire général aligne ses vues sur celles de Moscou. À Paris, L'Humanité est saisie dès le 25 août 1939. Le 1er septembre, le groupe parlementaire communiste réuni sous la présidence de Thorez décide de voter les crédits de guerre pour réagir à l'agression allemande contre la Pologne. Le 3 septembre 1939, Thorez répond à l'ordre de mobilisation et rejoint son régiment, le 3e régiment du génie, à Arras. Les hommes étaient en effet mobilisables jusqu'à quarante-neuf ans.
À partir de la mi-septembre, l'IC fait parvenir des consignes demandant de dénoncer le caractère impérialiste de la guerre. Le 26 septembre, le Parti communiste est interdit. Le secrétaire de l'IC, Dimitrov envoie un télégramme enjoignant au secrétaire général du parti français de déserter. Mounette Dutilleul, en compagnie de Jeannette Vermeersch, enceinte, porte le message à Chauny, où Maurice Thorez est en garnison. « Qu'en pensent Benoît et Jacques ? » (Frachon et Duclos) aurait demandé Thorez qui se soumet à la décision de l'IC comme il l'a fait tout au long de sa carrière. Dans la nuit du 3 au 4 octobre 1939, le sapeur Maurice Thorez quitte illégalement la quatrième compagnie de navigation fluviale : le couple Thorez-Vermeersch est embarqué dans la 11 CV du militant Pelayo, passe en Belgique avant de rejoindre Moscou via Stockholm et Riga, quelques semaines plus tard. Thorez est donc considéré comme déserteur. Le 28 novembre 1939, le tribunal militaire d'Amiens le condamne à six ans de prison pour « désertion à l'intérieur en temps de guerre » et le 17 février 1940, le président Albert Lebrun signe un décret le privant de sa nationalité française. Il est l'un des rares hommes français de sa génération à n'avoir participé à aucune des deux guerres mondiales puisqu'il ne s'est pas engagé en 1917 comme il le pouvait.
Député membre du groupe ouvrier et paysan français, il est déchu de son mandat le 21 janvier 1940, et condamné par contumace le 3 avril 1940 à 5 ans de prison, 5 000 francs d'amende et 5 ans de privation de ses droits civiques et politiques pour avoir violé le décret-loi du 26 septembre 1939 prononçant la dissolution des organisations communistes, en se montrant solidaire d'une lettre enjoignant au président de l'Assemblée nationale, Édouard Herriot, d'organiser un vote en faveur d'une « paix juste, loyale et durable ».
Thorez arrive à Moscou le 8 novembre 1939. Il s'installe dans une proche banlieue de Moscou, parmi d'autres « clandestins », se laisse pousser la barbe et se fait appeler Ivanov. Officiellement, Thorez est resté en France jusqu'en 1943, date à laquelle il se serait rendu à Moscou pour la dissolution de l'Internationale. Cette version de l'histoire a été maintenue par le PCF jusqu'à la fin des années 1960. Il retrouve l'autre dirigeant français André Marty, bien en vue auprès des Soviétiques et des responsables de l'IC, toujours prêt à critiquer le parti français. Jusqu'en juin 1941, au moins, Thorez reste en contact avec la direction clandestine du parti restée en France. A-t-il eu un rôle important dans les différentes orientations prises par le parti, pourparlers pour la reparution de L’Humanité en juin-juillet 1940, politique de semi-légalisation en août-septembre, politique de Front national au printemps 1941 ? Les archives du Komintern à Moscou ne sont pas très claires sur ce point.
À l'automne 1941, l'offensive allemande provoque l'évacuation des Thorez à Oufa, dans l'Oural. Il n'a pratiquement rien à faire et doit rester clandestin. Il ne peut que constater la réalité de la misère soviétique et vit une des périodes les plus sombres de son existence. En 1943, il supporte difficilement que de Gaulle autorise Marty à se rendre à Alger pour prendre la tête de la délégation communiste auprès du Comité français de libération nationale (CFLN) tandis que lui, Thorez, reste persona non grata pour cause de désertion.
Le 20 janvier 1944, il est reçu par la délégation du CFLN à Moscou dirigée par Roger Garreau. Il lui raconte qu'il est resté « à son poste de combat », en France, jusqu'en mai 1943 et demande à rejoindre Alger. De Gaulle répond quelques semaines plus tard que la condamnation de Thorez pour désertion garde force de loi.
Après l'installation à Paris le 31 août 1944, du gouvernement provisoire de la République française (GPRF) qui comprend deux ministres communistes (Charles Tillon et François Billoux), le PCF mène une campagne pour exiger le retour de Maurice Thorez qui envoie lui-même un télégramme à de Gaulle, le 17 octobre. Le Conseil des ministres du 28 octobre rend un avis favorable au retour de Thorez en même temps qu'il donne l'ordre de dissoudre les milices patriotiques communistes. À la suite d'un accord secret entre Staline et le général de Gaulle, en échange de l'assurance que Staline ordonne aux communistes français de ne pas se révolter contre de Gaulle malgré la dissolution des milices patriotiques communistes, Thorez bénéficie d'une grâce individuelle le 6 novembre. Avant son départ pour la France, il rencontre une nouvelle fois Staline, qui l’appelle à « cacher les armes », à rassembler autour du PCF et à écarter de Gaulle de la vie politique.

### Retour en France et débuts de la guerre froide (1944-1950)

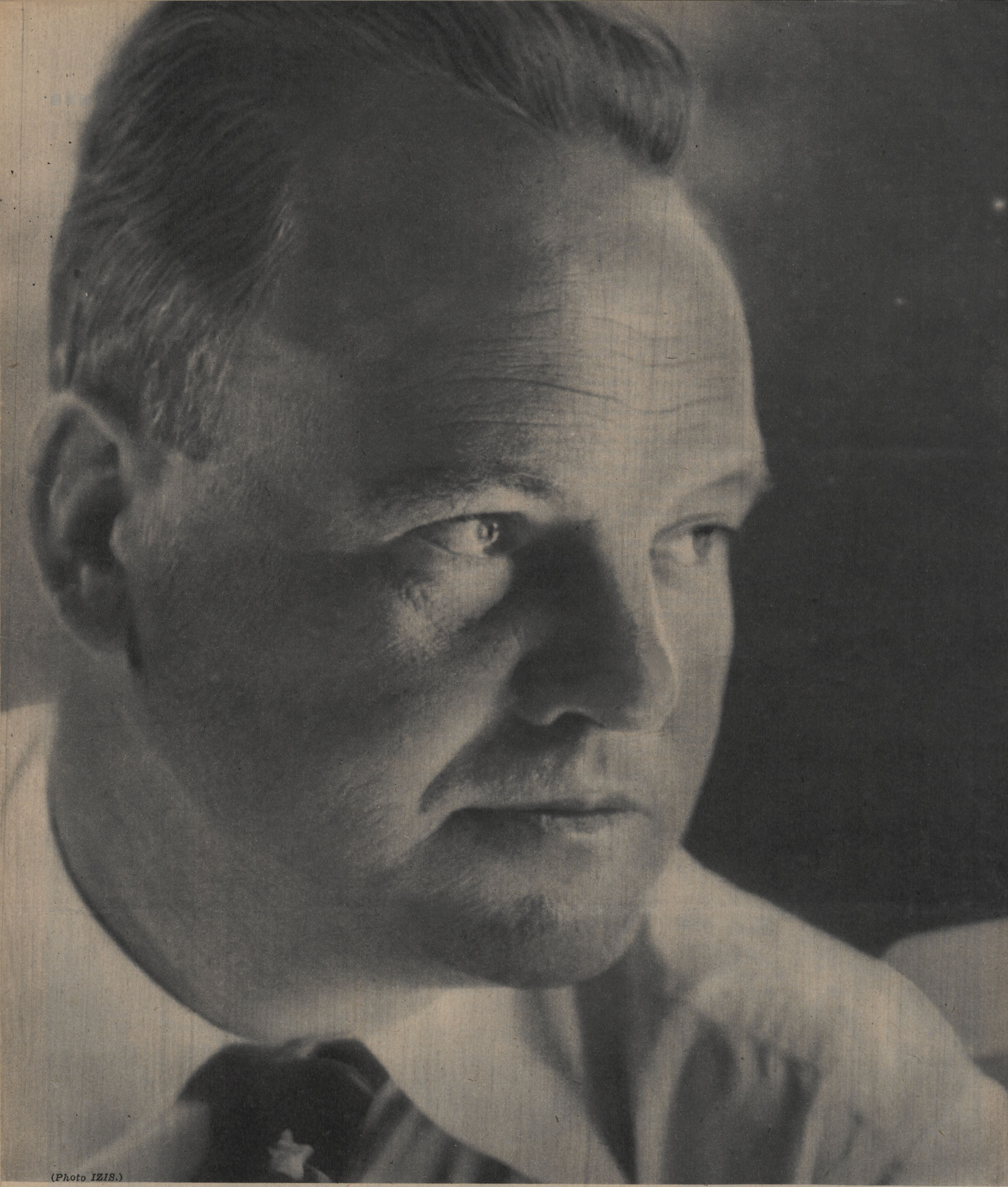
Maurice Thorez vers 1945.

Alors que l'institut IFOP indique que 63 % des Français s'opposent à son retour en France et que son niveau de popularité est extrêmement faible — y compris chez les ouvriers, seulement 17 % d’entre eux souhaitant qu'il prenne la tête du gouvernement en octobre 1945 — en raison de son attitude pendant le conflit mondial, Maurice Thorez retrouve sans problème sa place au premier rang du PCF, qui est, depuis la dissolution de l'IC en 1943, le nom officiel de l'ex-Section française de l'Internationale communiste.
La logique de propagande du parti fait alors passer le message que le secrétaire général du « parti des 75 000 fusillés » ne peut qu'avoir été un résistant. Ainsi, Marcel Prenant, biologiste et authentique membre de la direction des FTPF sous l'occupation, prend-il la parole au congrès de Paris, en juin 1945, en ces termes : « …Salut à Maurice Thorez, le premier en date des combattants sans uniforme, contre le fascisme hitlérien et les traîtres ! Salut à Maurice Thorez, le premier des francs-tireurs et des partisans français !… ». Dans la réédition de Fils du peuple en 1949, il est écrit : « La direction du Parti prit la décision juste de me faire passer à l'activité clandestine… Le 4 octobre (1939), je repris ma place à la tête des militants communistes traqués et persécutés…En 1943, en ma qualité de membre du Bureau de l'Internationale, je participais à Moscou aux délibérations d'où sortit la dissolution… »

Fin 1944, avec le retour de Thorez en France, le PCF tourne le dos aux tentations d'insurrection révolutionnaire. Il accepte par ailleurs la dissolution des milices patriotiques. En septembre 1944, au nom de la CGT, Benoît Frachon avait lancé la « bataille pour la production ». Le 21 juillet 1945, Maurice Thorez surenchérit en déclarant à Waziers, dans le bassin minier du Nord-Pas-de-Calais, devant un millier de militants communistes triés sur le volet : 

« Produire, c'est aujourd'hui la forme la plus élevée du devoir de classe, du devoir des Français. Hier, notre arme était le sabotage, l'action armée contre l'ennemi, aujourd'hui, l'arme, c'est la production pour faire échec aux plans de la réaction. »

À l'automne 1944, peu de temps après le retour de Thorez en France, de Gaulle avait rencontré Staline à Moscou, et ce dernier, avait déclaré à propos de Thorez : « Ne vous fâchez pas de mon indiscrétion… je me permets de vous dire que je connais Thorez, et qu'à mon avis, il est un bon Français ; si j'étais à votre place, je ne le mettrais pas en prison… du moins pas tout de suite… » Charles de Gaulle avait alors répondu : « Le gouvernement français traite les Français d'après les services qu'il attend d'eux. »
À l'automne 1945, Maurice Thorez accepte de prendre des responsabilités dans un gouvernement. Sa nationalité française, qui lui a été retirée le 17 février 1940, lui est rendue en octobre 1945 par décret. Après les élections pour l'assemblée constituante d'octobre 1945, qui donnent 26 % des suffrages aux communistes, c'est comme ministre de la Fonction publique, en compagnie de quatre autres ministres communistes, qu'il fait son entrée au gouvernement de Gaulle ; il a rang de ministre d'État. Dans le gouvernement Félix Gouin, en janvier 1946, il est vice-président du Conseil.
En novembre 1946, après des résultats aux élections législatives meilleurs qu'ils ne l’ont jamais été (28 %) et qui font du PCF « le premier parti de France », Thorez revendique la présidence du Conseil. Dans un entretien accordé au Times du 18 novembre, il affirme alors qu'il existe, pour aller vers le socialisme, « d'autres chemins que celui suivi par les communistes russes ». Cependant, sa cote de popularité personnelle reste très basse, seulement 6 % de Français souhaitant le voir devenir chef du gouvernement (contre 75 % pour de Gaulle) et 2 % président de la République. Finalement, 261 parlementaires sur 579 votants lui apportent leur soutien pour prendre la tête du gouvernement. Thorez et trois autres ministres ayant refusé de voter les crédits de guerre pour l'Indochine et la confiance au gouvernement Ramadier, ils en sont exclus le 4 mai 1947. Thorez, jusqu'alors vice-président du Conseil, vit mal cette exclusion.
Pendant son passage au gouvernement, Maurice Thorez, qui avait toujours su se montrer un bon disciple aux yeux de Manouïlski et de Staline, sait également se montrer un ministre conciliant, et ceux qui l'ont côtoyé, de Charles de Gaulle, à Jules Moch, décrivent une personnalité non dénuée du sens de l'État. Il mène à bien la réforme de la fonction publique et le statut général des fonctionnaires lui survit jusqu'au XXIe siècle[réf. nécessaire]. Très proche de Marcel Paul depuis l'avant-guerre, il soutient activement sa lutte victorieuse pour la nationalisation de l'électricité et du gaz (loi n°46-628 du 8 avril 1946), puis des houillères (loi n°46-1072 du 17 mai 1946).
Les historiens situent le début de la guerre froide en 1947. Ce n'était pas si clair à l'époque, puisque Thorez place le congrès de Strasbourg, en juin 1947, dans la perspective de la reconquête par le PCF de son rôle de « parti de gouvernement », quelques semaines après en avoir été chassé. Les choses deviennent plus claires en septembre 1947, lorsqu'à la conférence constitutive du Kominform (successeur européen de l'IC) à Szklarska-Poreba, en Pologne, les partis communistes français et italien sont mis en accusation pour déviationnisme. Avec la guerre froide, Thorez dirige le parti dans le contexte du stalinisme. Avec Jeannette Vermeersch, le 17 septembre 1947, ils officialisent leur union à la mairie de Choisy-le-Roi (actuel Val-de-Marne) après qu'il a divorcé d'Aurore Memboeuf.
Ses prises de position patriotiques de la période 1944-1947 font place à des positions plus conformes à la nouvelle ligne : « …si l'armée soviétique défendant la cause des peuples, la cause du socialisme, était amenée à pourchasser les agresseurs jusque sur notre sol, les travailleurs, le peuple de France pourrait-il se comporter envers l'armée soviétique autrement que les travailleurs, que les peuples de Pologne, de Roumanie, de Yougoslavie, etc. ? »
Lors de l'affaire Lyssenko, il approuve la théorie des deux sciences, la bourgeoise et la prolétarienne, au grand dam de Marcel Prenant, qui l'avait sacré résistant quelques années plus tôt.

### Affirmation du culte de la personnalité et maladie (1950-1956)
Comme avant l'infléchissement des années 1930, l'année 1950 voit culminer le culte de la personnalité de Staline et de Thorez, à l'occasion de leurs 70e et 50e anniversaire. Une exposition est organisée du 22 avril au 7 mai 1950 à Ivry-sur-Seine, afin de célébrer l'anniversaire du secrétaire général français. L'exposition, située au premier étage de la mairie, accueille des tableaux d'artistes, des photographies et « un immense dressoir en forme de bateau de plus de 30 mètres de long et 3 de large […] pour la présentation des cadeaux d'anniversaire ». Maurice Thorez reçoit un grand nombre de présents, des livres, des objets personnels ou utilitaires à destination de sa maison, des cadeaux pour ses enfants, etc. L'introduction du livre d'or témoigne du culte de la personnalité mis en place par le Parti communiste français : « Dans un cadre artistique, évoquant sa vie et son oeuvre, étaient présentés des milliers de vœux et des milliers de cadeaux offerts par le peuple de France à son meilleur fils, au meilleur disciple français de Staline, au grand artisan de l'Union des travailleurs, au grand partisan de la Paix, le camarade Maurice Thorez, secrétaire général du parti communiste français ».
Son livre Fils du peuple est régulièrement réimprimé, notamment en 1949, où il est tiré à 500 000 exemplaires. Partout en France, des milliers de réunions, d’expositions, d’affiches, de discours, de chansons, de poèmes ou de peintures sont au centre de l’activité des militants afin d’affirmer la suprématie de Maurice Thorez sur sa formation.
Philippe Robrieux écrit à ce sujet : « Il y a un rite et une étiquette du culte, puisque dans la presse, dans les meetings ou dans les congrès, tout est toujours mesuré proportionnellement à la place attribuée à chacun par le maître de l’URSS et de l’Internationale. Le concert d’éloges qui monte vers Staline et […] dans des proportions hiérarchisées, et donc plus modestes, vers Thorez, n’a donc rien de fortuit ni de spontané ».
C'est dans ce contexte, à l'apogée de l'autorité qu'il exerce sur le PCF, que Maurice Thorez est victime d'une maladie qui l'écarte pendant plusieurs années de la scène politique française, en même temps qu'elle rend possible des luttes pour le pouvoir au sein du parti. Victime d'une attaque d'hémiplégie le 10 octobre 1950, il part dans l'avion personnel du ministre des Affaires étrangères soviétique Andreï Vychinski le 12 novembre se faire soigner en URSS, déléguant à Jacques Duclos, comme en 1940, la conduite des affaires du PCF. Maurice Thorez reçoit ses premiers soins au sanatorium de Barvikha, à Moscou, dans lequel les hauts dirigeants soviétiques sont soignés. Duclos n'a jamais essayé de profiter de la situation pour évincer son camarade. C'est Duclos qui règle les évictions des anciens résistants Marty et Tillon en 1952, et Thorez ne rentre en France le 10 avril 1953 qu'après la mort de Staline, mais il repart bientôt, laissant à nouveau Duclos régler l'exclusion d'Auguste Lecœur, l'étoile montante du PCF depuis la période de la Résistance, en 1955. Il est encore difficile de dire si l'affaire Lecœur est uniquement une affaire interne au PCF, Lecœur ayant été trop pressé de remplacer Thorez, ou si, comme le pense l'historien Marc Lazar, Lecœur avait été chargé par Souslov de transmettre au PCF des critiques contre Staline, et que déjà Thorez, aux côtés de Molotov, se situe dans une attitude de résistance à la déstalinisation.
Au milieu des années 1950, malgré l'intensification du culte l'entourant au PCF, sa popularité reste faible jusqu'à dans son propre électorat, à peine la moitié des sympathisants communistes ayant une opinion favorable de lui, ce qui le place au coude-à-coude avec Jacques Duclos. Chez l'ensemble des sondés, il apparaît toujours clivant puisqu'il est la personnalité politique qui recueille le plus d'opinions défavorables. À la veille des élections législatives de 1956, seuls 3 % des Français souhaitent le voir devenir président du Conseil.

### Opposition à la déstalinisation et au contrôle des naissances (1956-1964)
En février 1956, Maurice Thorez conduit la délégation française au XXe Congrès du PC de l'Union soviétique. Il est le seul, avec Mao, à citer le nom de Staline dans son discours d'introduction. Dans la nuit du 25 février au 26 février, il reçoit une copie en russe d'un rapport secret rédigé par Nikita Khrouchtchev et destiné aux partis frères. Ce rapport est traduit immédiatement en français par Georges Cogniot en présence de Jacques Duclos et Pierre Doize.
À la fin du mois de mars, Thorez rend visite à Togliatti, secrétaire du parti italien, pour chercher un appui contre Khrouchtchev, mais, selon l'historien Philippe Robrieux, « Togliatti, tout en déplorant la méthode utilisée par le leader russe, avait clairement manifesté son choix en sens contraire. »[réf. nécessaire] C'est la rupture entre les dirigeants des deux partis les plus puissants d'Europe occidentale.
Le public français apprend l'existence de ce rapport par la presse « bourgeoise ». Thorez avait d'abord choisi de dissimuler l'existence de ce rapport. Robrieux a écrit que cette dissimulation est le fruit d'une discussion au sein du couple Thorez-Vermeersch, qui pensait que le rapport allait rester enfoui dans les archives du PCUS à Moscou et qu'il était de nature à déstabiliser les militants français. Lors du XIVe congrès du PCF, en juillet 1956, le rapport introductif de Maurice Thorez affirme que « Staline avait fait preuve de mérites exceptionnels, et par voie de conséquence, s’était acquis une grande autorité, une grande popularité ».

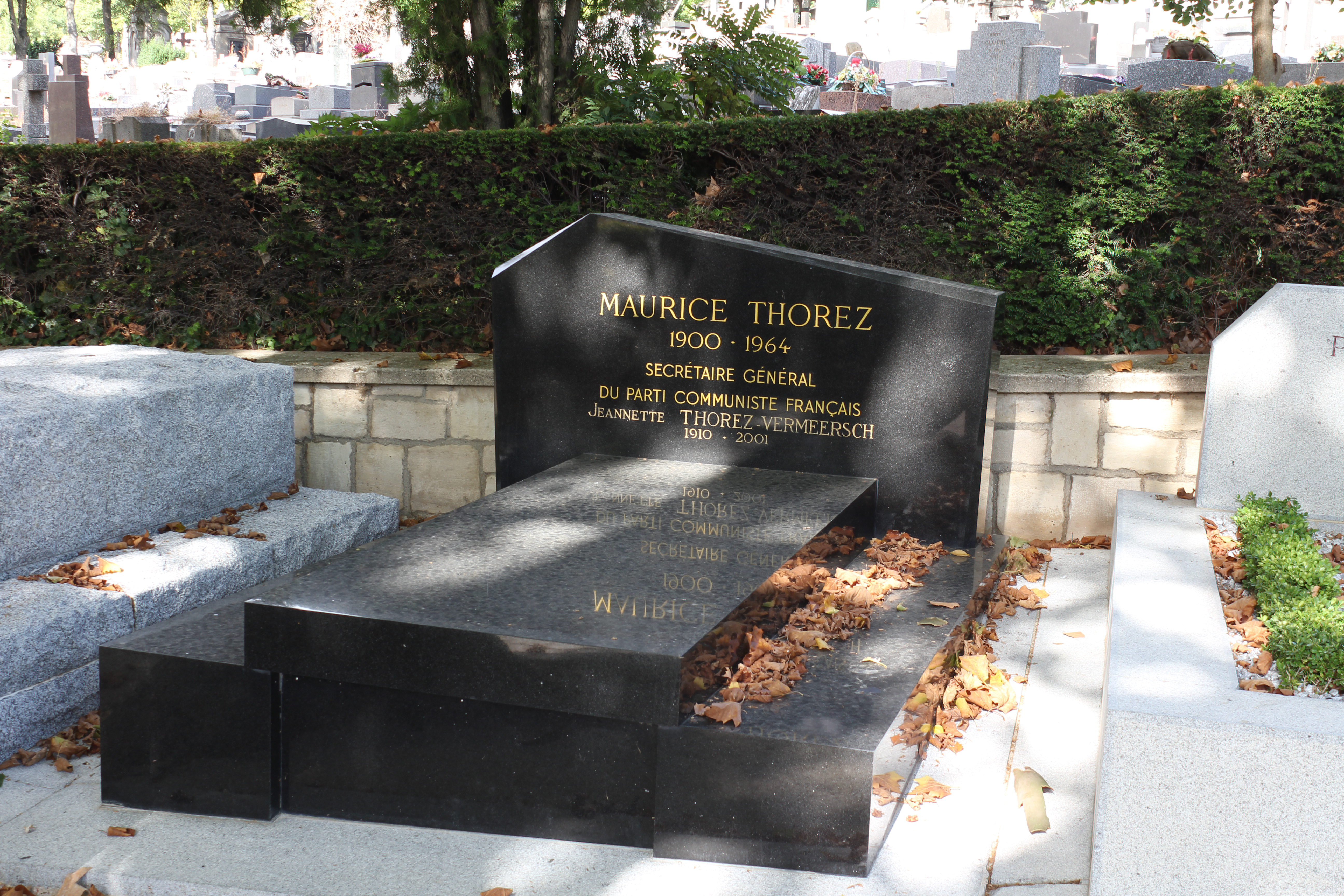
La tombe de Maurice Thorez au cimetière du Père-Lachaise (division 97).

Au sein du PCF, des tiraillements se font sentir, de nombreux dirigeants se sentant plus proches de la position de Togliatti que de celle de Thorez. À la fin de 1956, l'affaire hongroise permet à Thorez de reprendre la situation en main : de violentes manifestations anticommunistes qui ont lieu devant les locaux du parti réveillent la « ligne du parti » : Thorez soutient Khrouchtchev et la répression de l'insurrection hongroise, et au sein du PCF les rangs se resserrent autour de Thorez qui continue par ailleurs à freiner la déstalinisation au sein du mouvement communiste.
En 1959, Thorez doit faire face aux analyses krouchtchéviennes de Laurent Casanova et Marcel Servin, proches des positions italiennes : ils sont mis sur la touche. Mais, en matière de politique internationale, Thorez soutient l'URSS contre la Chine et l'Albanie.
Thorez, qui dès les années 1930 fustigeait la politique du Parti communiste d'Allemagne en faveur de l'IVG, soutient son épouse au printemps 1956 lorsqu'elle s'exprime en tant que vice-présidente de l'Union des femmes françaises, contre le contrôle des naissances (qu'elle qualifie de « leurre pour les masses populaires » et d'« arme entre les mains de la bourgeoisie contre les lois sociales ») et la légalisation de l'IVG (qualifiée de « vice de la bourgeoisie »). Il déclare : « La libération de la femme passe par les réformes sociales, par la révolution sociale, elle ne passe pas par les cliniques d'avortement » (ces propos seront cités lors des débats sur le projet de loi Veil par René Feït et Justin Hausherr, tous deux opposants au texte). Cette position va à l'encontre de celles de nombreux militants, notamment dans les milieux médicaux.
Peu avant sa mort, à la fin de l'année 1962, Maurice Thorez reste toujours impopulaire, une majorité de Français ne lui faisant pas confiance, contre un sur cinq étant d’un avis inverse. En vue de l'élection présidentielle prévue au suffrage universel en 1965, le candidat communiste arrive très loin dans les préférences des sondés.
En mai 1964, affaibli par la maladie, il fait nommer Waldeck Rochet, plutôt khrouchtchévien, au secrétariat général du PCF lors du XVIIe Congrès, alors que lui-même prend la fonction de président.

### Mort et funérailles
Maurice Thorez embarque à bord du paquebot soviétique MS Litva le 6 juillet, en compagnie de Jeannette Vermeersch. Le navire qui quitta Marseille pour Odessa devait les emmener, comme chaque été, passer leurs vacances en URSS, un pays qu'il appréciait beaucoup.

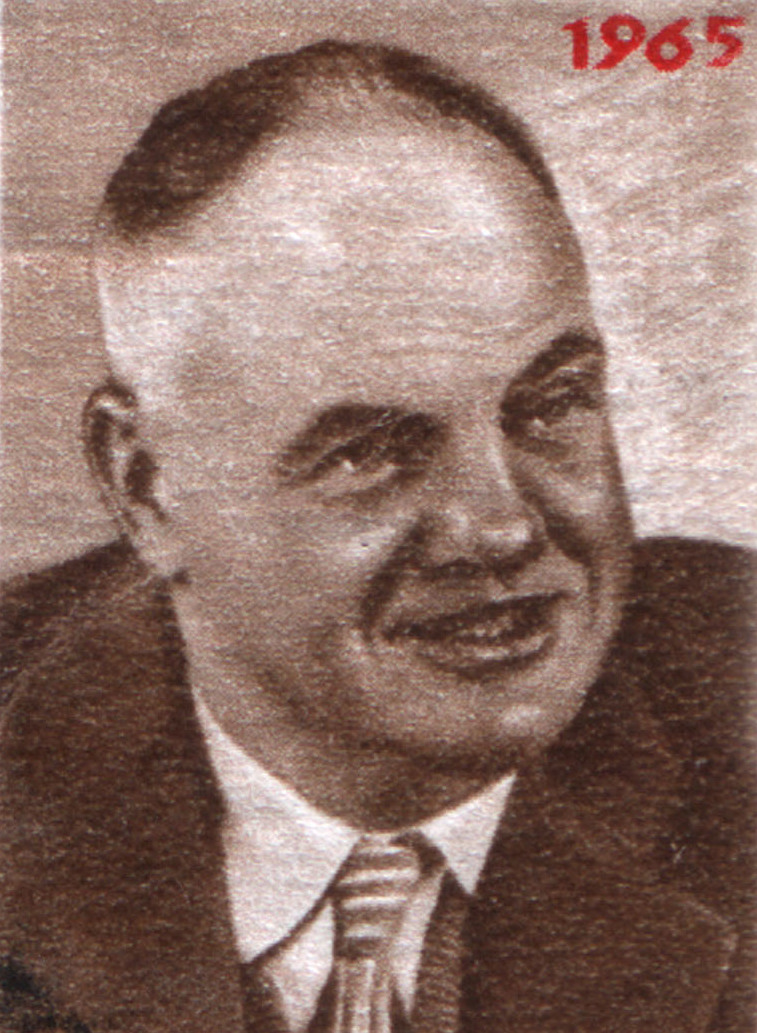
Timbre soviétique à l'effigie de Maurice Thorez en 1965.

Le 11 juillet 1964, il meurt d'une hémorragie cérébrale, faisant suite à des troubles cardiaques, à bord du MS Litva, qui se trouvait au large des côtes turques et se rendait à Varna. Le couple Thorez devait aller à la station balnéaire de Yalta pour y passer ses vacances.
Léon Mauvais, en vacances en Bulgarie, et Waldeck Rochet, ainsi que de nombreuses personnalités soviétiques et bulgares viennent rendre hommage à Maurice Thorez, Le PCF fait imprimer par L'Humanité une édition spéciale, dont la une, reproduisant son portrait, est affichée sur les murs de nombreuses villes. Nikita Khrouchtchev envoie ses condoléances à Jeannette, et le quotidien Moscou-Soir (en) publie une grande photo en première page, ainsi que le communiqué du Comité central du Parti communiste de l'Union soviétique.
Le PCF fait ramener sa dépouille en France. Une chapelle ardente est installée à la mairie d'Ivry, et la garde y est assurée par Ángela Grimau, veuve du dirigeant communiste espagnol Julián Grimau récemment exécuté par les franquistes. Le Parti lui organise alors des funérailles grandioses, prévues le 16 juillet 1964 à Paris.
Le PCF annonce que près d'un million de Parisiens et d'habitants de la banlieue se déplacèrent à l'appel du Comité central et de la CGT pour rendre hommage et accompagner la dépouille de Maurice Thorez au Père-Lachaise (il n'y eut pas de cérémonie religieuse). Les membres du gouvernement, les délégations des partis frères, de l'Assemblée nationale, des délégations fédérales du PCF, des délégations de la CGT, La Vie Ouvrière, la FEN, l'UNEF et son président Bernard Schreiner, des artistes firent le déplacement. Le cortège, parti du siège du Comité central entièrement crêpé de noir, défile en passant par la rue La Fayette, le boulevard Magenta et emplit la place de la République pour se diriger vers le cimetière. Mikhaïl Souslov, Benoît Frachon et Waldeck Rochet accueillent les participants à l'entrée. La plupart des observateurs, y compris des dirigeants communistes, dénoncent des chiffres gonflés et évaluent la foule à 600-650 000 personnes.

## Synthèse
Pour Claude Pennetier, « Maurice Thorez reste avec Palmiro Togliatti une des grandes figures du communisme en Europe occidentale, celle d'un ouvrier devenu dirigeant d'un des plus grands partis de France. L'influence controversée de cet homme sur la vie politique française n'a pas fini d'alimenter la réflexion ». Pour expliquer le destin de Thorez, Claude Pennetier met en avant « d'incontestables qualités de base : clarté dans l'expression, sens de la synthèse, comportement populaire (le goût de la chanson en fin de banquet) mais aussi un art de s'adapter aux différents milieux qui devait faire l'admiration de la classe politique. Thorez avait surtout une grande intelligence des situations politiques qui lui permettait de tirer le meilleur parti des situations, quitte à soutenir des positions qu'il avait d'abord combattues ».
Jean Bruhat, historien communiste, a écrit que « de toute conversation avec Thorez, un universitaire sortait abasourdi par la richesse de sa culture et sa fringale de connaissance. ».
Philippe Robrieux, biographe de référence de Thorez, parle du professeur d'université qu'il aurait pu être et évoque sa passion pour la géologie et le latin. Il insiste aussi sur sa détermination à se laisser une plage de temps pour la lecture et l'étude. Bernard Pudal observe à ce sujet que « la bibliothèque de Thorez est celle d'un lettré communiste ».
Dans son « message de condoléances », de Gaulle lui rend hommage à sa manière : « à une époque décisive pour la France, le président Maurice Thorez a, à mon appel, et comme membre de mon gouvernement, contribué à maintenir l'unité nationale ».
Pierre Souyri souligne que la personnalité de Thorez correspondait parfaitement aux besoins de l'Internationale communiste dont l'hégémonie sur le PCF n'aurait pu supporter de fortes personnalités portées à être indépendantes. Thorez avait l'avantage pour Moscou d'être habile et ambitieux tout en étant docile. L'homme politique resta par la suite enfermé dans l'image de « chef infaillible » et de « théoricien marxiste de haut rang » qui avaient été fabriqués pour les besoins de la cause et qui ne lui laissa guère d'autre possibilité que de demeurer un inconditionnel de Staline.
Philippe Robrieux conclut que ce militant sincère, totalement intégré au mouvement communiste international, était devenu après sa maladie, le type le plus achevé du secrétaire général stalinien, corrompu par l'exercice d'un des pouvoirs les plus absolus de tous les temps. Le Parti communiste français lui doit sans doute ses heures de gloire, mais aussi certainement le retard dans la déstalinisation pris dans les dernières années de la direction de Thorez.

## Famille

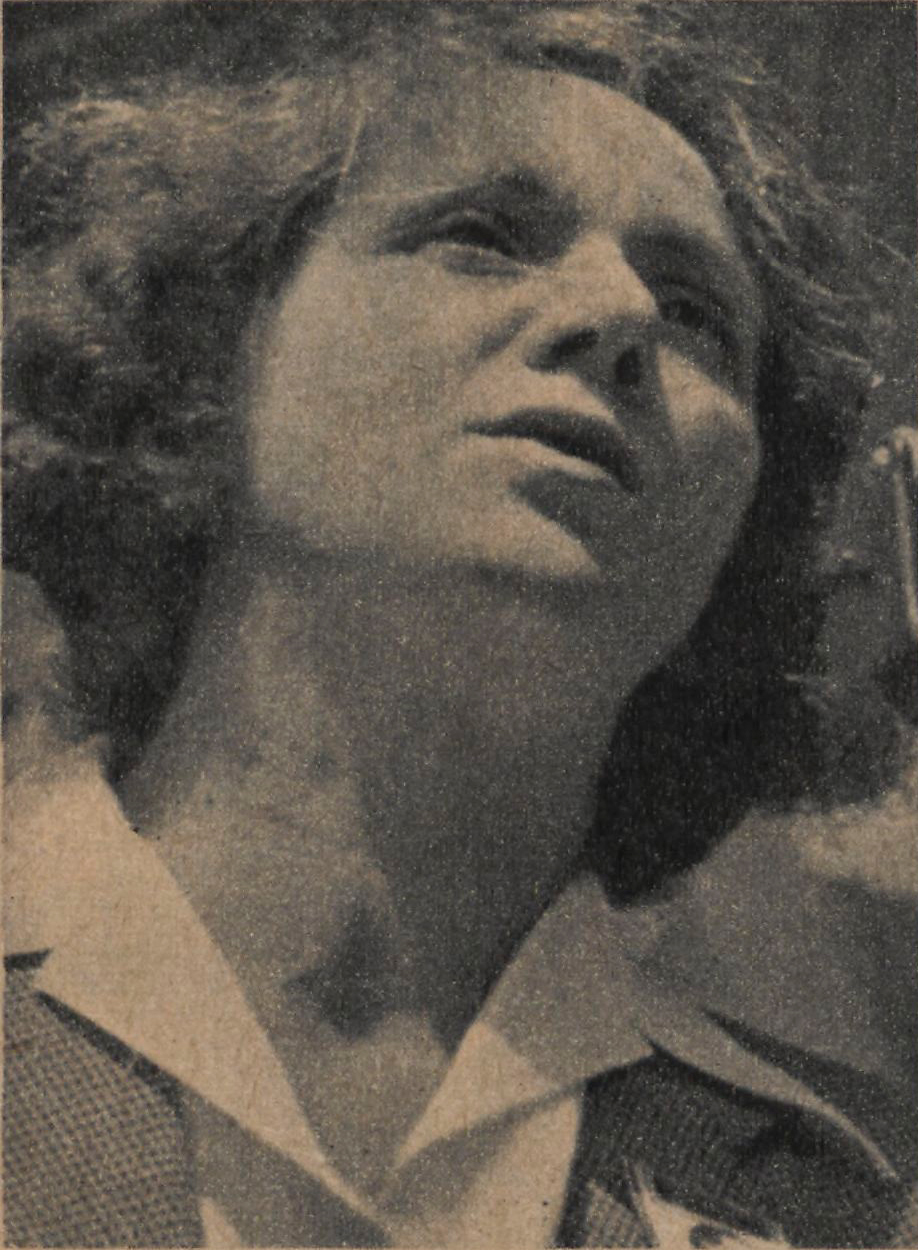
Jeannette Vermeersch.

Marié le 8 septembre 1923 avec Aurore Membœuf, séparé en 1930, divorcé le 29 janvier 1947, remarié le 17 septembre 1947 avec sa compagne Jeannette Vermeersch.
Père de quatre enfants : Maurice né en 1926 de son premier mariage, puis, de son union avec Jeannette Vermeersch, Jean en 1936, Paul en 1940 et Pierre en 1946.
Louis Thorez, son frère cadet né en 1905, est fusillé comme otage le 11 août 1942 à la Forteresse du Mont-Valérien.

## Chronologie
- 1912 Embauché aux mines de Dourges
- 1919 Militant à la Section française de l'Internationale ouvrière (SFIO)
- 1920 Il se rallie au mouvement communiste lors du congrès de Tours et y occupe rapidement des postes importants ; début de son service militaire.
- 1923 Secrétaire de la fédération communiste du Pas-de-Calais. Mariage avec Aurore Memboeuf
- 1924 secrétaire de la région Nord, permanent du parti communiste, membre suppléant du Comité directeur.
- 1925 membre du bureau politique du PCF, après un flirt rapide avec l'opposition de gauche.
- 1926 responsable à l'organisation au sein du bureau
- 1925-1926 Milite activement contre la guerre du Maroc
- Eté 1927-juin 1929 principal dirigeant du parti.
- 1929-1930 Incarcéré pour provocation de militaires à la désobéissance
- Avril 1930- mai 1931 Dirige le parti avec Henri Barbé.
- à partir de mai 1931 Dirigeant principal du parti (mais ne devient secrétaire général en titre qu'en janvier 1936).
- 1932 Député d'Ivry à la Chambre des Députés, délégué à l'Assemblée consultative provisoire, député de la Seine aux deux Assemblées nationales constituantes (1945-1946), député à l'Assemblée Nationale, du 10 novembre 1946 à sa mort.
- 1934 Signe, au nom du PCF un pacte d'union nationale avec la SFIO et les radicaux créant le Front populaire.
- 1939 Déserte (4 octobre) pour rejoindre la Belgique, puis Moscou (8 novembre), sur l'ordre de l'Internationale communiste. Condamné pour désertion, gracié le 6 novembre 1944.
- 1944 Revient en France (26 novembre) où il reprend la direction du PCF
- du 21 novembre 1945 au 26 janvier 1946 : Ministre d'État du gouvernement Charles de Gaulle (2)
- du 26 janvier au 24 juin 1946 : Vice-président du Conseil du gouvernement Félix Gouin
- du 24 juin au 16 décembre 1946 : Vice-président du Conseil du gouvernement Georges Bidault (1)
- du 22 janvier au 4 mai 1947 : Ministre d'État, vice-président du Conseil du gouvernement Paul Ramadier (1)
- 1950 Frappé brutalement d'hémiplégie, il part se faire soigner en URSS.
- 1953 Retour en France. Il reprend ses fonctions à la tête du PCF et les conservera jusqu'à sa mort malgré ses problèmes de santé.
- 1964 Décès

## Hommages

### En France
Plus d'une centaine de villes ont attribué le nom de Maurice Thorez à une de leurs voies (avenue, boulevard, rue, place, esplanade) ou à un lieu de leur espace public urbain (salle des fêtes, complexe sportif, cité). Elles sont nombreuses notamment dans sa région d'origine :
- dans le Pas-de-Calais, son département natal, Noyelles-Godault, Avion, Billy-Berclau, Divion, Dourges, Hénin-Beaumont, Montigny-en-Gohelle, Rouvroy, Sallaumines, etc.
- et dans le Nord, Auby, Aulnoy-lez-Valenciennes, Avesnes-les-Aubert, Bachant, Beuvrages, Cappelle-la-Grande, Dechy, Douchy-les-Mines, Fenain, Guesnain, Pecquencourt, Petite-Forêt, Roncq, Saint-Pol-sur-Mer, Waziers, etc.
- dans la Somme, Longueau, Saint-Sauveur, Tully
- en Seine-Maritime, Gonfreville-l'Orcher

Ailleurs, on relève parmi les villes de plus de 10 000 habitants : Ivry-sur-Seine, sa ville d'élection, Achères, Alès, Ambarès-et-Lagrave, Argenteuil, Arles, Bagnolet, Le Blanc-Mesnil, Bobigny, Champigny-sur-Marne, Clermont-Ferrand, Givors, Hennebont, Lanester, Lorient, La Possession, Le Port, Malakoff, Massy, Mitry-Mory, Montataire, Nanterre, Orange, Persan, Port-de-Bouc, Portes-lès-Valence, Romainville, Romilly-sur-Seine, Saint-Denis, Saint-Louis, Saint-Pierre-des-Corps, Trappes, Vaulx-en-Velin, Vénissieux, Villejuif, Bègles.
Des complexes sportifs en Île-de-France portent aussi son nom : le Palais des sports de Vitry-sur-Seine, le Palais des sports Maurice-Thorez de Nanterre et le stade nautique à Montreuil.

### En URSS
L'Institut pédagogique d'État des langues étrangères (en) de Moscou a porté le nom de Maurice Thorez de 1964 à 1990.
Deux timbres-poste à son effigie ont été émis en 1964 et 1965 par les postes de l'Union soviétique : voir l'un d'eux ci-dessus dans l'article.
Le 16 juillet 1964, la ville ukrainienne de Tchystiakove est renommée Thorez en son honneur. Le 12 mai 2016, dans le cadre de sa politique de décommunisation, le parlement ukrainien lui rend son ancien nom. Cependant, la ville étant contrôlée par la république populaire de Donetsk, puis par la Russie, cette mesure reste sans effet.

### Sources primaires
- Les papiers personnels de Maurice Thorez et de Jeannette Vermeersch sont conservés aux Archives nationales, site de Pierrefitte-sur-Seine, sous la cote 626AP : inventaire du fonds.
- Le récit autobiographique, plusieurs fois remanié entre 1937 (1re édition) et 1960, Fils du peuple, évoque l'enfance, la Première Guerre mondiale, et l'entrée dans la vie militante de Maurice Thorez.
- Les Œuvres de Maurice Thorez (1930- juin 1947) ont paru aux éditions sociales en 23 volumes entre 1950 et 1965 :
  - Œuvres, vol. 1 à 20, 1950-1960 (catalogue BNF)
  - Œuvres, vol. 23, 1965 (catalogue BNF)
- Georges Cogniot, Victor Joannès, Maurice Thorez : l'homme, le militant, Paris, Éditions sociales, 1970, 186 p.
- Maurice Thorez, Journal 1952-1964, Fayard, coll. « Histoire », 2020, 788 p. (ISBN 978-2-213-71301-4), commentaires de Jean Vigreux et Jean-Numa Ducange[49].
- Le fonds Thorez-Vermeersch mis en ligne par les archives municipales d’Ivry-sur-Seine, 2006.

### Études historiques
- (en) John Bulaitis, Maurice Thorez: A Biography, London, IB Tauris, 2018, 368 p. (présentation en ligne)
- Stéphane Courtois, Le Bolchevisme à la française, Paris, Fayard, 2010, 590 p. (ISBN 978-2-213-66137-7), chap. 10-11, p. 270-306.
- Pierre Durand, Maurice Thorez, le fondateur, Pantin, Le Temps des Cerises, 2000, 258 p.
- Annie Kriegel, « Bureaucratie, culte de la personnalité et charisme. Le cas français : Maurice Thorez, secrétaire général du PCF (1900-1964) », in Communismes au miroir français, Paris, Gallimard, 1974.
- Annie Kriegel, Les Communistes français, essai d'ethnographie politique, Paris, Éditions du Seuil, coll. « Politique » (no 24), 1968, 320 p. (présentation en ligne). Nouvelle édition refondue et augmentée : Annie Kriegel (avec la collaboration de Guillaume Bourgeois), Les communistes français dans leur premier demi-siècle, 1920-1970, Paris, Éditions du Seuil, coll. « L'Univers historique » (no 44), 1985, 400 p. (ISBN 2-02-008680-8, présentation en ligne).
- Marc Lazar, Maisons rouges. Les partis communistes français et italien de la Libération à nos jours, Aubier, 1992.
- Auguste Lecoeur, Le Partisan, Paris, Flammarion, 1963, 315 p..
- Damon Mayaffre, Le poids des mots : le discours de gauche et de droite dans l'entre-deux guerres : Maurice Thorez, Léon Blum, Pierre-Étienne Flandin et André Tardieu (1928-1939), Paris, éditions Honoré Champion, coll. « Lettres numériques » (no 1), 2000, 798 p. (ISBN 2-7453-0267-1, présentation en ligne).
- Jacqueline Mer, Le Parti de Maurice Thorez ou le Bonheur communiste français : étude anthropologique, Paris, Payot, 1977, 237 p.
- Claude Pennetier, « THOREZ Maurice » dans Jean Maitron (dir.), Dictionnaire biographique du mouvement ouvrier français, Éditions ouvrières, lire en ligne.
- Jean-Pierre Rioux, La France de la Quatrième République, 1944-52, Éditions du Seuil, 1980.
- Philippe Robrieux, Maurice Thorez : vie secrète et vie publique, Paris, Fayard, coll. « Le Monde sans frontières », 1975, 660 p. (ISBN 2-213-00190-1, présentation en ligne).
- Philippe Robrieux, Histoire intérieure du parti communiste français, Tomes I, II et IV, Fayard, 1980-84.
- Stéphane Sirot, Maurice Thorez, Paris, Presses de Sciences Po, coll. « Références facettes », 2000, 301 p. (ISBN 2-7246-0796-1, présentation en ligne).
- Annette Wieviorka, Maurice et Jeannette : biographie du couple Thorez, Paris, Fayard, 2010, 685 p. (ISBN 978-2-213-65448-5, présentation en ligne).

#### Thèses
- Mathilde Regnaud, « Les notes de bureau politique de Maurice Thorez (1947-1964) », thèse de l'École nationale des chartes, 2005.
- Serge Wolikow, « Le Parti communiste français et l'Internationale communiste (1925-1933) », thèse d'État, Paris VIII, 1990, 2 100 p. [présentation en ligne].

#### Vidéos
- Maurice Thorez sur Ina : https://www.ina.fr/recherche?q=maurice+thorez&espace=1&sort=pertinence&order=desc.